# Broadway Junction
Broadway Junction è una stazione della metropolitana di New York, situata all'incrocio tra le linee BMT Canarsie, IND Fulton Street e BMT Jamaica. Nel 2014 è stata utilizzata da 3 018 656 passeggeri.
È servita dalle linee A Eighth Avenue Express, J Nassau Street Local e L Canarsie Local, sempre attive,, C Eighth Avenue Local, sempre attiva tranne di notte, e Z Nassau Street Express, attiva solo nelle ore di punta.